# 林以信

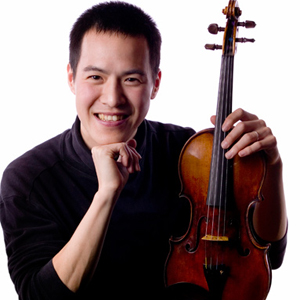
林以信

林以信（英語：Joseph Lin，1978年—）是一位臺裔美籍小提琴家。他于2011年成为纽约茱莉亚学院的教师并担任茱莉亚弦乐四重奏的首席小提琴手。

## 早期生活与教育
林以信1978年生于台湾裔美国家庭。他考入了茱莉亚学院的预科并于2000年以优异的成绩毕业于哈佛大学。

## 职业
林以信与众多乐团共同演出，其中包括波士顿交响乐团和新日本爱乐乐团。作为一位室内乐音乐家，他经常出现在拉维尼亚音乐节和万宝路音乐节上。林以信在2007至2011年间曾任康奈尔大学的小提琴教授助理。此后2011年他受委派成为茱莉亚弦乐四重奏的首席小提琴手。

## 所获荣誉
1996年他在音乐会艺术家协会举办的国际大赛中获得了头等奖并授予了校长奖学金。1999年他成为乐府国际音乐大奖最年轻的获奖者。2006年由林以信创建的福尔摩沙四重奏获得伦敦国际弦乐四重奏比赛的头等奖。